# 豪斯頓街車站 (IRT百老匯-第七大道線)
豪斯頓街車站（英語：Houston Street station）是紐約地鐵IRT百老匯-第七大道線一個慢車地鐵站，位於曼哈頓格林尼治村西休斯頓及瓦里克街，設有1號線（任何時候停站）與2號線（僅深夜和週末停站）列車服務。

## 車站結構
| G        | 街道               | 出入口                                                            |
| P 月台層 | 側式月台，右側開門 | 側式月台，右側開門                                                |
| P 月台層 | 北行               | 往范科特蘭公園-242街（深夜時 往241街）（克里斯多福街-謝里登廣場） |
| P 月台層 | 北行快速           | 不停靠                                                            |
| P 月台層 | 南行快速           | 不停靠                                                            |
| P 月台層 | 南行               | 往南碼頭（深夜時 往布魯克林學院）（堅尼街）                       |
| P 月台層 | 側式月台，右側開門 |                                                                   |

此地下車站於1918年7月1日啟用，設有兩個側式月台和四條軌道。兩條中央軌道位於慢車軌道較低位置，並由2號線與3號線於白天使用。

## 外部連結

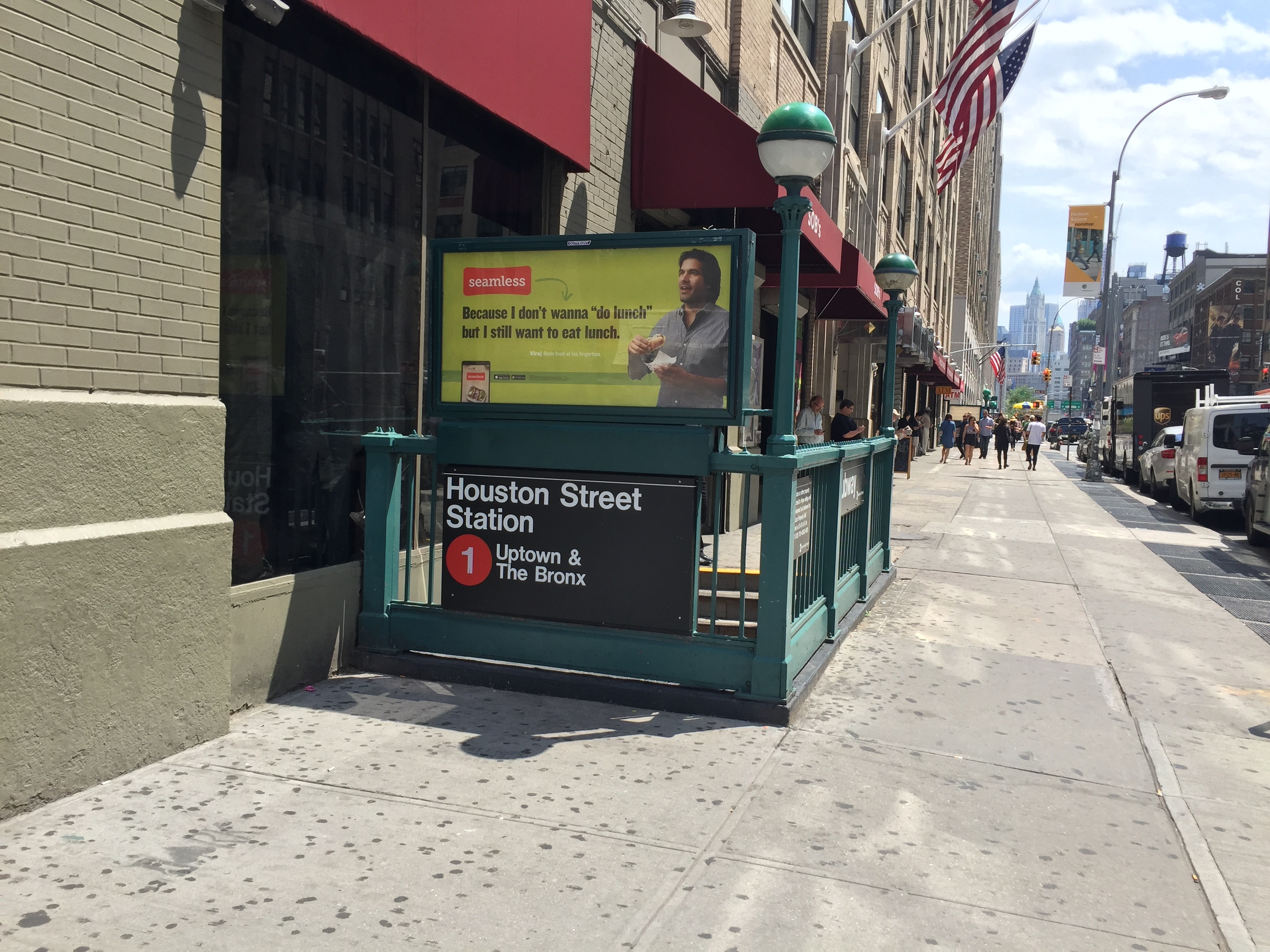
樓梯

- nycsubway.org—IRT West Side Line: Houston Street
- nycsubway.org – Platform Diving Artwork by Deborah Brown (1994)（页面存档备份，存于）
- Station Reporter – 1 Train
- MTA's Arts For Transit – Houston Street (IRT Broadway–Seventh Avenue Line)
- Houston Street entrance from Google Maps Street View
- King Street entrance from Google Maps Street View
- Platforms from Google Maps Street View